# Andersberg, Gävle
Andersberg är en stadsdel belägen söder om Gävle centrum vid Hedesundavägen. 1972 påbörjades arbetena med stadsdelen, som byggdes i etapper och stod klar 1976. De orangefärgade femvåningshusen har gett Andersberg namnet "Den röda staden" (plåten) (medan stadsdelen Sätra är "Den vita staden").
Ett småhusområde omger Andersbergs centrum, som planerades av Kaj Sucksdorff och invigdes 27 november 1976. Stadsdelens gator har namn efter vädertyper och himlafenomen.
Där Andersbergs centrum med Andreassalen (tidigare Andreaskyrkan) ligger fanns tidigare fastigheten Agnesberg. Namnet Andersberg kommer av en bondgård, idag enskild villa, som ligger omedelbart norr om Sörby idrottsplats (som tidigare hette Andersbergs idrottsplats). Huset är byggt ca 1865.
I Andersberg står skulpturerna "Festis" av Bengt Eklund, "Skogsdunge" av Karl Emil Berglin och "Anhalten" av Pär Lindblad.
Idag bor cirka 4 600 människor i området som består av villakvarter, radhus och flerfamiljshus. I Andersberg ligger husen omgivna av skogsområden med ett stort nät av promenadstigar, lekplatser och pulkabackar.
I Andersberg finns hälsocentral, folktandvård, närbutik, flera skolor (F-6), förskolor, familjecentral med mera. Vid Andersbergs bibliotek genomfördes projektet "Hela Andersberg läser", vilket var en av de faktorer som låg bakom att Svenska Akademien utsåg Årets bibliotekarie 2013, verksam vid detta bibliotek.
Andersbergs idrottsplats vid centrum upprustades 2013 och fick konstgräs.
Avståndet in till centrala Gävle är cirka 2,5 kilometer och cykelvägar leder ända in till Stortorget. Bussförbindelser mellan Andersberg och centrala Gävle utgörs av linje 2, 4 och 14 som avgår från Andersbergs Centrum respektive kommer från Hemlingby Köpcentrum. 
Andersberg är en stadsdel som tidvis varit förknippad med kriminalitet och våld. Andersberg definierades 2004 av dåvarande Folkpartiet som ett utanförskapsområde. Utanförskapet definieras utifrån kriterier som att sysselsättningen ligger under 60 procent för personer mellan 20 och 64 år, att andelen niondeklassare som går ut skolan med fullständiga betyg eller valdeltagandet ligger under 70 procent. Andersberg placerades som nr 96 av 136 utanförskapsområden i Sverige.

## Helges
I Andersbergs centrum ligger en av Sveriges mest kända fritidsgårdar, Aktivitetshuset Helges.
En fristående del av Aktivitetshuset är Helges Sångstudio som startades 1991 av musikproducenten Johan Jämtberg. Vid studion har många barn och ungdomar mellan 8 och 18 år kunnat utveckla sin röst, sjunga i studio och stå på scenen. Genom åren har sångstudion genom sin sånggrupp Helges All Stars blivit känd. Artister som Molly Sandén och Alice Svensson från tv-programmet Idol har lärt sig att sjunga här och framträtt i Helges All Stars. Andra som ingått i sånggruppen är Amy Diamond, Lisa Ajax, Erik Rapp och Zara Larsson samt Frida och Mimmi Sandén.